# Bad City
Bad City es una banda de rock de cinco piezas de Illinois, Chicago. Firmó con Atlantic Records. La banda lanzó su álbum debut Welcome to the Wasteland, producido por los Premio Grammy, productor nominado Johnny K, el 24 de agosto de 2010.

## Historia

### Formación y primeros trabajos (2010-2011)
Aunque técnicamente se formó a principios de 2010, la evolución del grupo se inició en 2008 cuando la banda con sede en Chicago se llamaba Powerspace, en la cual se incluyó a los miembros Kevin Kane y Tom Schleiter, y reclutaron a Max Perenchio y Jake Serek como músicos de gira. Justo antes de la desintegración de Powerspace, Perenchio y Schleiter comenzó a escribir canciones para un nuevo proyecto. En Temecula, California el vocalista Josh Caddy finalizó la alineación de la banda llamándola Bad City,luego de que Max y Tom llamaran a Kevin Kane, como baterista y a Jake Serek, como bajista, posteriormente Tom sería remplazado por Rich Vallone en la guitarra. . La banda toma su nombre de sus experiencias por escribir y grabar el álbum en un barrio desfavorable en el lado oeste de Chicago, explicaron en una entrevista: "Nosotros fuimos perseguidos por las bandas, constantemente acosados por la gente de la calle muertos de futuro, incluso a los niños allí son desagradables. No me malinterpreten, me encanta la ciudad, pero es una ciudad mala. "

Después de la terminación de su álbum debut, la banda llamó la atención de Billy Corgan. Quien describió a la banda como "súper fresca en el Rock", el cual invitó a la banda en el Smashing Pumpkins de 2010 gira de verano. En agosto de 2010, el miembro de Kiss Paul Stanley hablo sobre la  canción de la banda "Call Paul Stanley", y además respaldó a la banda,  y llamó a su álbum "un golpe de gracia absoluta y el mejor álbum que he escuchado en mucho tiempo. Un asesino, un álbum coherente de gran rock y la producción grandilocuente que hacia falta urgentemente. Cada pista es un ganador ". Después de un recorrido por el medio-oeste con Hinder, la banda continuó por Canadá y la costa oeste  con Slash.

### Nuevos trabajos(2011-actualidad)
En junio de 2011, Bad City anunció que se  había separó de su vocalista, Josh Caddy, debido a un "conflicto muy serio y personal" con otros miembros de la banda. Fue reemplasado por el exvocalista de Powerspace, Alec Cyganowski.
El tema "Fight as One" es utilizado para el show de Marvel Los Vengadores: Los héroes más poderosos del planeta, aunque este tema no fue incluido en el álbum y no planean hacerlo.

## Estilo Musical
Muchos críticos catalogaron a la banda como Hair Metal, Perenchio respondió: "Creo que es una cuestión semántica. Creo que la gente escuchar los solos armonizados de guitarra, ganchos grandes, y las voces fuertes y rápidamente asume el hair metal por razones de conveniencia. Es solo una etiqueta, no es gran cosa. Cuando pienso en el hair metal creo de un gran período que elevó el valor estético de Ratt fuera de la bodega y lo condujo a las profundidades de la decadencia. Realmente no asocio Bad City con eso, y el pelo no es tan suficientemente grande.

## Miembros
- Alec Cyganowski – Voz principal
- Kevin Kane - Batería
- Rich Vallone - Guitarra
- Max Perenchio - Guitarra
- Jake Serek - Bajo

## Miembros Fundadores
- Max Perenchio - Guitarra
- Tom Schleiter - Guitarra

## Discografía

### Álbumes de la banda completa
| Álbum                    | Año  | Tipo             |
| ------------------------ | ---- | ---------------- |
| Welcome to the Wasteland | 2010 | Álbum de estudio |